# 김진성 (연출가)
김진성은 대한민국의 텔레비전 드라마 연출감독이다.

## 드라마
- 2023년 TVING 《우리가 사랑했던 모든 것》...메인연출
- 2024년 tvN 월화 미니시리즈 《플레이어 2 : 꾼들의 전쟁》 ... 공동연출
- 2025년 tvN 주말 미니시리즈 《별들에게 물어봐》 ... 공동연출